# Boi Gordo
O esquema de Engorda de gado nas Fazendas Reunidas Boi Gordo, conhecido simplesmente como Boi Gordo, foi um dos maiores casos de pirâmide financeira já ocorridos no Brasil.
Trinta mil investidores perderam aproximadamente 3,9 bilhões de reais. O esquema dava como garantia de lucro mínimo de 42% em um período de um ano e meio. A empresa foi fundada em 1988, mas só começou a comercializar os contratos de investimento coletivo (CICs) a partir dos anos 90. O esquema funcionava na criação de bezerros e engorda de bois, mas os lucros eram pagos sobretudo pela entrada de novos investidores na empresa.

## História
Dez anos depois a organização abriu seu capital, a Comissão de Valores Mobiliários foi exigida para que as atividades da empresa continuassem. Tempo depois aumentaram os interessados no esquema. A Boi Gordo investiu em propagandas apresentados pelo ator Antônio Fagundes nos intervalos da novela "Rei do Gado" da Rede Globo. Em 2001 a empresa não tinha mais recursos para manter os resgates solicitados. A falência da empresa foi decretada em 2004. Para indenizar os investidores, foi estudada a entrega das propriedades da Boi Gordo, passando assim para fundos em nome dos credores. Já o processo criminal instaurado contra o dono da empresa, Paulo Roberto de Andrade, foi cancelado pelo Superior Tribunal de Justiça em dezembro de 2009. Na CVM, a condenação sofrida por ele em 2003 combinou uma multa de mais de 20 milhões e a proibição de exercer o cargo de administrador de companhia aberta por 20 anos.